# Siavash Ghomayshi

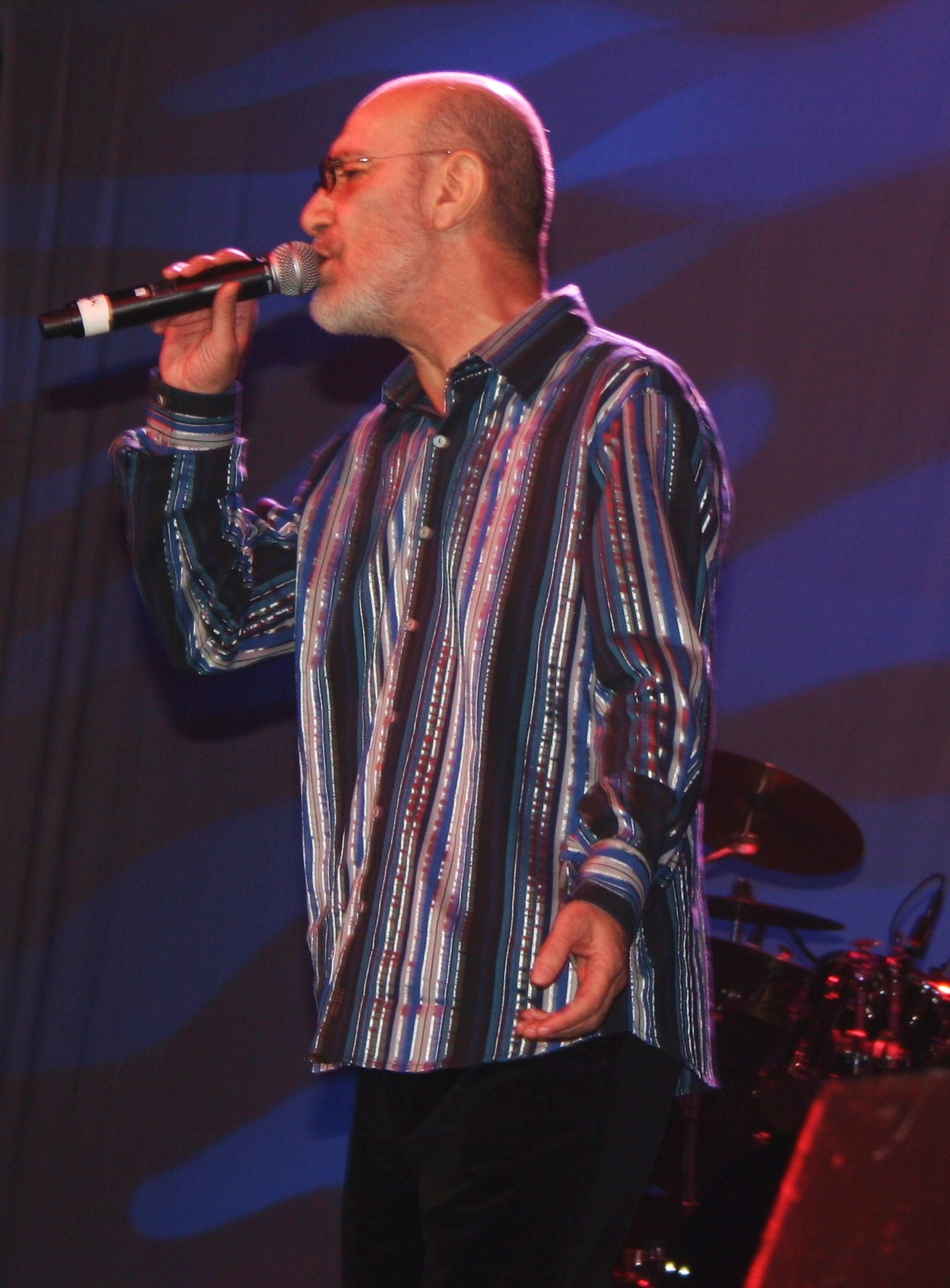
Siavash Ghomayshi

Siavash Ghomayshi (persisch سياوش قميشي, DMG Siyāvoš Gomayšī; * 11. Juni 1945 in Ahvaz) ist ein iranischer Sänger, Komponist und Liedtexter, der in Kalifornien lebt.

## Leben und Werk
Siavash Ghomayshi verließ den Iran im Alter von 11 Jahren. Er studierte in London klassischen Jazz an der Royal Society of Arts. In der Folge arbeitete er als Pianist und Sänger unter anderem für die Bands The Rebels und The Insects. Mit 25 Jahren kehrte er in den Iran zurück, wo er zunächst als Komponist tätig war. Er schrieb Songs für bekannte persische Sänger wie Ebi, Zia und Betty. Sein erstes eigenes Album mit dem Titel Farangis veröffentlichte er 1972 im Iran. Nach der iranischen Revolution verließ er das Land aufgrund der unsicheren Situation im dortigen Musikbusiness und ließ sich in den Vereinigten Staaten nieder.
Siavash hat einen eigenen Gesangsstil im Genrebereich Pop/Rock entwickelt, der im Iran von jungen Sängern kopiert wird. Ursprünglich arbeitete er auf allen Alben mit klassischen Instrumenten, aber in den letzten Jahren hat er elektronische Elemente in seine Musik integriert, ohne dabei den für ihn charakteristischen Sound zu verlieren.
Seine Liedtexte sind weitgehend unpolitisch, die Sehnsucht nach seiner Heimat kommt allerdings in vielen zum Ausdruck.

## Diskografie

### Alben
- 1973: Farangis[2]
- 1992: Hekayat (Anecdote)
- 1993: Khabe Baroon (Dreaming of the Rain)
- 1993: Taak (Vine)
- 1994: Ghesseye Golo Tagarg (The Story of the Flower and the Hailstone)
- 1995: Shahre Khorshid (City of the Sun) (Instrumental)
- 1996: Havaye Khooneh (Nostalgic)
- 1996: Ghesseye Amir (Amir's Story)
- 1998: Ghaabe Shishei (Glass Frame)
- 2000: Shokoofehaye Kaviri (Blossoms of the Desert)
- 2001: Hadeseh (Incident)
- 2002: Neghab (Mask)
- 2004: Bi Sarzamin Tar Az Baad (Landless Like The Wind)
- 2005: Roozhaye Bi Khatereh (Days with No Memories)
- 2008: Ragbaar (Rain Shower)
- 2011: Yadegari (Souvenir)
- 2017: Sargozasht (History)

### EPs
- 2007: Ghoroub ta Tolou (Sunset to Sunrise) (Remix)

### Singles (Auswahl)
| - 1993: Bagh-e Baroon Zadeh - 1993: Taak - 1993: Farangis - 1994: Ghoroob - 1994: Golo Tagarg - 1996: Jazireh - 2000: Deltangi - 2002: Neghab - 2002: Milad - 2003: Bi Sarzamin Tar Az Baad - 2003: Darya-ye Maghreb - 2003: Parseh - 2003: Asal Banoo - 2005: Tasavor Kon - 2008: To Baroon Keh Rafty - 2008: Parandeye Mohajer - 2009: Rafigh - 2010: Bi To - 2011: Alaki - 2011: Yadegari - 2011: Kalaafeh - 2011: Bi Khial - 2011: Fereshteh - 2011: Baazi - 2012: Tekrar - 2012: Parvaz - 2013: Parandeh (feat. Moein) - 2013: Navazesh | - 2014: Tardid - 2014: Ayandeh - 2014: Mohabat - 2014: Tehran - 2015: Pooch - 2015: Goli Jan - 2015: Hasrat - 2015: Masir - 2016: Khastegia - 2016: Javooneh - 2017: Ahvaz - 2018: 40 Saal (feat. Googoosh) - 2019: Ashegh - 2019: Bebakhsh - 2020: Sarnevesht 2 - 2021: Gozasht - 2021: Marham - 2022: Safar - 2022: Khazoon - 2022: Barax - 2022: Mojeze - 2023: Deltang - 2023: Miri - 2024: Taghdim - 2024: Sarab - 2024: Tavahom - 2025: Parvaneh - 2025: Ghasedak |